# D 750 (Türkei)
Die Straße D 750 (Devlet yolu 750) ist eine 670 km lange Straße in der Türkei. Sie ist eine der Nord-Süd-Hauptachsen des Lands und führt von Zonguldak am Schwarzen Meer im Norden nach Tarsus im Süden. Dabei kreuzt oder berührt sie die großen West-Ost-Achsen D 010, D 100, D 300 und D 400 sowie die D 260 und die D 360.

## Verlauf
Die Straße beginnt im Norden in Zonguldak an der D 010 und führt zunächst in südöstlicher und später in südwestlicher Richtung über Devrek zur D 100, auf die sie in Yeniçağa trifft, und mit dieser nach Gerede und weiter (zugleich Europastraße 89) nach Südosten über Kızılcahamam zur Landeshauptstadt Ankara. Diese verlässt sie nach Süden (jetzt Europastraße 90) über Gölbaşı und dann nach Südosten abbiegend am Ostufer des Salzsees Tuz Gölü entlang über Şereflikoçhisar in die Provinzhauptstadt Aksaray, wo sie die Straße D 300 kreuzt, die hier Konya mit Kayseri verbindet.
Die D 750 setzt sich über Ulukışla und Pozantı fort und durchquert das Taurusgebirge, tritt schließlich in die Küstenebene und endet in Tarsus an der südlichsten West-Ost-Achse D 400 zwischen Mersin und Adana.